# ZYYG
ZYYG（读音： ji-gu ?）是日本摇滚乐队，1993年结成，1999年解散。为Being旗下艺人。2006年曾经一夜复活。2019年宣布正式复出进行音乐活动。

## 简介
1993年以主唱高山征辉和当时为TUBE及ZARD等作曲的贝斯手栗林诚一郎为中心结成乐队。1994年吉他手后藤康二、鼓手藤本健一加入，栗林退出，此后贝斯手加藤直树替代加入。因栗林退出前后乐队的风格有较大的变化，故将栗林在队时称为第1期，加藤加入后成为第2期，而Being方面也认可了这种说法。
乐队名是由Being社长、乐队制作人长户大幸所起。

## 经历
- 1993年－发表单曲而出道[3]。
- 1994年－成员变化，后藤藤本加入，栗林退出，加藤加入。
- 1996年－举办首次演唱会。
- 1998年－已内定成为东京电视台动画《発明BOYカニパン（日语：発明BOYカニパン）》结尾曲的歌曲突然宣告取消发售。在1997年末的演唱会后，乐队已无实际活动。
- 1999年－在粉丝俱乐部会报发表解散宣言。
- 2006年2月11日－举行一夜限定复活演唱会[1]。
- 2019年4月1日－在后藤的召集下，时隔20年再度结成，并于7月14日举行复活后的首次演唱会[3]。

## 成员变迁

### 第1期ZYYG
第1期乐队以高山和前REV的栗林为中心进行活动。此后加入了部分支援乐手，因对音乐的观点不同，栗林随后退出ZYYG，乐队活动暂时停止。
- 高山征輝（日语：高山征輝）（日语：／）本名三好裕，担任主唱、作词。出生于福冈县[1]。除出道曲外其余全部歌曲作词均为高山。参加Being主办的BAD选拔合格而出道，同期还有前BAAD，现doa的大田紳一郎[1]。ZYYG解散后为BON-BON BLANCO（日语：BON-BON BLANCO）的歌曲《LIVE》作曲。
- 栗林誠一郎（日语：栗林誠一郎），担任贝斯、作曲、编曲。出生于东京都。除出道曲外的所有歌曲作曲及编曲。在ZYYG活动同时也以作曲家身份为ZARD、WANDS、MANISH（日语：MANISH）、DEEN、柳原爱子等人提供歌曲。
- 宇津本直紀（日语：宇津本直紀），担任鼓手。出生于山口县。在ZYYG时为支援乐手身份。此后在1994年至2000年为DEEN成员。
- 折居直喜，担任吉他。出生于福冈县。支援乐手身份

### 第2期ZYYG
第2期ZYYG只有高山一人留下，与新加入的三人共同形成了摇滚乐队的编制。而实际上在第1期后期制作的专辑与单曲中后藤和藤本也参与其中。之后乐队风格转向Beat Rock系，作品上高山的想法更多的通过歌词表达出来。而当专辑《SWEET PUNKS》发售后，乐队就再未有亮眼的表现。1999年以音乐理念不合为由解散。此后仅在2006年进行了一夜复活演唱会。
乐队解散后20年的2019年，乐队第2期成员在后藤的召集下重新组队，再度开始音乐活动。
- 高山征輝，担任主唱、作词、作曲。与之前相同依然担任主唱，是第一期唯一留下的成员。
- 後藤康二（日语：後藤康二）（日语：／），担任吉他、作曲。出生于兵库县。与高山同样担任作曲。此后也为岸本早未、竹井詩織里、三枝夕夏 IN db、SKE48、乃木坂46、BAND-MAID等进行作曲和编曲的工作，别名为“ck510”[4]。
- 加藤直樹（日语：加藤直樹 (ベーシスト)）（日语：／），担任贝斯。出生于东京都。栗林退出后曾参加了秘密演唱会，而后正式加入乐队[1]。
- 藤本健一（日语：藤本健一）（日语：／），担任鼓。出生于三重县。乐队解散后加入Sound Horizon，2004年加入GERARD（日语：GERARD）乐队[4]。

## 演唱会
- 1996年3月26日－4月13日－LIVE ROCKIN' HIGH Vol.01“Noizy Beat”（4公演）
- 1996年8月1日－8月5日－LIVE ROCKIN' HIGH Vol.02“Trouble Beats”（3公演）
- 1997年6月22日－6月28日－LIVE ROCKIN' HIGH Vol.03“Crash Beat”（4公演）
- 1997年9月12日－10月24日- LIVE BURST CITY Vol.01“SWEET PUNKS”（20公演）
- 1997年12月22日－12月27日－LIVE BURST CITY Vol.01“SWEET PUNKS-extension”（4公演）
- 2006年2月11日－LIVE ROCKIN' HIGH Final“ONE AND ONLY MEMORIES”（1公演）
- 2019年7月14日－LIVE ROCKIN' HIGH～Dreamers～（1公演）

## 作品

### 单曲
|       | 发售日     | 标题                   | 歌曲作者                                             | 最高位 | 参考                                                                     | 收录专辑               |
| 第1期 | 第1期      | 第1期                  | 第1期                                                | 第1期  | 第1期                                                                    | 第1期                  |
| ----- | ---------- | ---------------------- | ---------------------------------------------------- | ------ | ------------------------------------------------------------------------ | ---------------------- |
| 1st   | 1993/5/19  | 君が欲しくてたまらない | 作詞：上杉昇 作曲：織田哲郎 編曲：栗林誠一郎         | 3位    | 自身最高销量70.2万枚。 三得利啤酒广告曲。                                | GO-WILD                |
| －    | 1993/6/9   | 果てしない夢を         | 作詞：上杉昇、坂井泉水 作曲：出口雅之 編曲：明石昌夫 | 2位    | 以“ZYYG,REV,ZARD&WANDS featuring. 長嶋茂雄”名义发表 日本电视台《》主题曲 |                        |
| 2nd   | 1993/11/10 | 風にまぶしい           | 作詞：高山征輝 作曲：栗林誠一郎 編曲：栗林誠一郎     | 6位    | Victoria广告歌                                                           | GO-WILD                |
| 3rd   | 1994/3/4   | 壊したい現実           | 作詞：高山征輝 作曲：栗林誠一郎 編曲：栗林誠一郎     | 24位   | TBS“日立 世界・ふしぎ発見!”结尾曲                                        | GO-WILD                |
| 4th   | 1994/4/23  | NO RETURN LOVE         | 作詞：高山征輝 作曲：栗林誠一郎 編曲：栗林誠一郎     | 20位   | 郡是「YG」广告曲                                                         | GO-WILD                |
| 第2期 |            |                        |                                                      |        |                                                                          |                        |
| 5th   | 1995/6/26  | ぜったいに 誰も        | 作詞：高山征輝 作曲：織田哲郎 編曲：ZYYG             | 3位    | 朝日电视台动画《灌篮高手》开场曲                                         | Noizy Beat             |
| 6th   | 1995/11/13 | JULIA                  | 作詞：高山征輝 作曲：高山征輝 編曲：ZYYG             | 35位   | 朝日电视台“音乐新闻·HO”结尾曲                                            | Noizy Beat             |
| 7th   | 1996/7/22  | GYPSY DOLL             | 作詞：高山征輝 作曲：高山征輝 編曲：ZYYG             | 90位   |                                                                          | BEST OF BEST 1000 ZYYG |
| 8th   | 1996/11/1  | Something              | 作詞：高山征輝 作曲：高山征輝 編曲：ZYYG             | 83位   | 朝日电视台《NBA FAST BREAK》开场曲                                       | SWEET PUNKS            |
| 9th   | 1997/3/5   | LULLABY (ZYYGの曲)     | 作詞：高山征輝 作曲：高山征輝 編曲：ZYYG             | 100位  | 朝日电视台《超次元タイムボンバー》结尾曲                                 | SWEET PUNKS            |
| 10th  | 1997/5/21  | この情熱のそばで       | 作詞：高山征輝 作曲：高山征輝 編曲：ZYYG             | 圏外   | 朝日电视台《》结尾曲                                                     | SWEET PUNKS            |

### 专辑
|        | 发售日         | 标题                   | 最高位 |
| 第1期  | 第1期          | 第1期                  | 第1期  |
| ------ | -------------- | ---------------------- | ------ |
| 1st    | 1994年7月13日  | GO-WILD                | 13位   |
| 第2期  |                |                        |        |
| 2nd    | 1996年2月26日  | Noizy Beat             | 24位   |
| 3rd    | 1997年8月20日  | SWEET PUNKS            | 圏外   |
| 解散后 |                |                        |        |
| 精选   | 2007年12月12日 | BEST OF BEST 1000 ZYYG | 246位  |